# Jádremete
Jádremete falu Romániában, Bihar megyében.

## Fekvése
A Jád-patak völgyében, annak jobb partján, Barátka és Csarnóháza között,  fekvő település.

## Története
Jádremete neve 1520-ban tűnt fel először az oklevelekben Remete néven, ekkor már mint vámszedőhely volt említve.
1888-ban Remecz (Remete) néven, 1910-ben Remetelórév (Lóró-Ponor-Remecz), 1913-ban Jádremete néven említették.
Jádremete, Remete, Remetelórév egykor a püspökségi nemesek birtoka volt.
1562-ben a Cséffy és Vizessy család nyert itt királyi adományként birtokrészeket. 
A 17. században Vajda Miklós és Zsigmond, később pedig a gör. katholikus püspökség voltak a birtokosai. 
1910-ben 3143 lakosából 114 magyar, 32 német, 2985 román volt. Ebből 67 római katolikus, 2978 görögkeleti ortodox, 49 izraelita volt.
A trianoni békeszerződés előtt Bihar vármegye Élesdi járásához tartozott. 

## Nevezetességek
- Vízkitörés – a falu főútja mellett található karsztvidékre jellemző itt előtörő patak.
- Református temploma – román-kori, melyen későbbi korra mutató, szép csúcsíves részletek is látszanak. Különösen érdekes két emelet magas tornya, csúcsíves ablakokkal és ugyanilyen ajtóval. A templom belseje teljesen át van alakítva, de falainak mészrétege alatt régi falfestmények lappangnak.
- Görög keleti ortodox temploma – 1700 körül épült.